# Trellius siveci
Trellius siveci är en insektsart som beskrevs av Andrej Vasiljevitj Gorochov 1996. Trellius siveci ingår i släktet Trellius och familjen syrsor. Inga underarter finns listade i Catalogue of Life.